# Temporada de furacões no Pacífico de 2016
A temporada de furacões no Pacífico de 2016 está empatada como a quinta temporada mais ativa em recorde, ao lado da temporada de 2014. Ao longo do ano, um total de 22 tempestades nomeadas, 13 furacões e seis grandes furacões foram observados dentro da bacia. Embora a temporada tenha sido muito ativa, foi consideravelmente menos ativa do que a temporada anterior, com grandes lacunas de inatividade no início e no final da temporada. Começou oficialmente em 15 de maio no Pacífico oriental, e em 1 de junho no Pacífico central; ambos terminaram em 30 de novembro. Estas datas delimitam convencionalmente o período de cada ano em que a maioria dos ciclones tropicais se forma na bacia do Pacífico. No entanto, como ilustrado pelo furacão Pali, que se tornou o ciclone tropical mais temporão no Pacífico Central já registado, a formação de ciclones tropicais é possível em qualquer época do ano. Após Pali, no entanto, a temporada ativa teve um início lento, tornando-se a primeira temporada desde 2011 em que nenhum ciclone tropical ocorreu em maio, e também a primeira desde 2007 em que nenhuma tempestade nomeada se formou no mês de junho.
O Furacão Darby roçou as ilhas havaianas como uma tempestade tropical causando apenas pequenos danos; enquanto os furacões Lester e Madeline também ameaçavam fazer landfall no Havaí, mas enfraqueceram significativamente antes de se aproximarem das ilhas. A tempestade tropical Javier e o furacão Newton atingiram o México, sendo este último responsável por pelo menos nove vítimas fatais quando desembarcou perto de Baja California Sur. O furacão Ulika foi uma tempestade rara e errática que ziguezagueava por 140 ° W até o total de três vezes. O furacão Seymour se tornou a tempestade mais forte da temporada, formada no final de outubro. Finalmente, no final de novembro, o furacão Otto, do Atlântico, fez uma travessia incomum sobre a América Central, emergindo no Pacífico Leste como uma tempestade tropical moderada, mas dissipou-se pouco depois. Os danos em toda a bacia chegaram a US $ 95 milhões (USD $ 2016), enquanto 11 pessoas foram mortas por Celia e Newton no geral.

## Resumo sazonal

Quatro ciclones tropicais simultâneos existiam em 22 de julho. Da esquerda para a direita: Darby, Estelle, Eight-E (que logo se tornaria Georgette) e Frank

## Sistemas

### Furacão Pali
Com o início do novo ano, Pali se formou em 7 de janeiro, dois dias antes da formação da Tropicana Tropical Winona em 1989. Pali subsequentemente superou o recorde do Furacão Ekeka e se tornou um furacão em 11 de janeiro. Quando Pali atingiu uma intensidade máxima de 100 mph, ultrapassou Winona. Embora Pali tenha se formado em janeiro, a temporada começou de forma muito inativa; Pela primeira vez desde 2011, não ocorreram depressões tropicais ou tempestades durante o mês de maio, e nenhuma tempestade foi formada durante junho desde 2007.

## Nomes das tempestades
O seguintes nomes foram usados para nomear as tempestades que se formaram na temporada de furacões no Pacífico nordeste de 2016. Esta é a mesma lista usada na temporada de 2010. Os nomes não usados estão marcados em cinza. Não teve nomes retirados desta lista. Portanto, a mesma lista será usada na temporada de 2022. Esta foi a mesma lista usada na temporada de 2010, com exceção de Ivette, que aqui teve o nome trocado para Isis, depois de virar sinônimo de Estado Islâmico do Iraque e do Levante (ISIS). Consequentemente, Ivette foi usado pela primeira vez para essa temporada.
| - Agatha - Blas - Celia - Darby - Estelle - Frank - Georgette - Howard | - Ivette - Javier - Kay - Lester - Madeline - Newton - Orlene - Paine | - Roslyn - Seymour - Tina - Virgil (sem usar) - Winifred (sem usar) - Xavier (sem usar) - Yolanda (sem usar) - Zeke (sem usar) |